# Victor Sen Yung
Pour les articles homonymes, voir Yung.
Victor Sen Yung est un acteur américain d'ascendance chinoise né le 18 octobre 1915 à San Francisco, Californie (États-Unis), décédé le 1er novembre 1980 à North Hollywood (Californie). Il est surtout connu pour son rôle de "Fils no 2" dans le cinéma de la saga Charlie Chan et de cuisinier "Hop Sing" dans la série télévisée Bonanza.

## Filmographie
- 1937 : Visages d'orient (The Good Earth)
- 1937 : Double or Nothing (en)
- 1938 : Shadows Over Shanghai (en) : Wang
- 1938 : Charlie Chan in Honolulu : Jimmy Chan
- 1939 : Torchy Blane in Chinatown : Chinese Entertainer with Sword
- 1939 : Charlie Chan à Reno (Charlie Chan in Reno) : Jimmy Chan
- 1939 : Charlie Chan at Treasure Island : Jimmy Chan
- 1939 : 20,000 Men a Year : Harold Chong
- 1939 : Barricade : Undetermined Role
- 1939 : Escape to Paradise
- 1940 : Charlie Chan in Panama : Jimmy Chan
- 1940 : Charlie Chan's Murder Cruise : Jimmy Chan
- 1940 : Charlie Chan at the Wax Museum : Jimmy Chan
- 1940 : La Lettre (The Letter) : Ong Chi Seng
- 1940 : Murder Over New York : Jimmy Chan
- 1941 : Dead Men Tell : Jimmy Chan (#2 son)
- 1941 : L'Aventure commence à Bombay (They Met in Bombay) : Gin Long
- 1941 : Charlie Chan in Rio : Jimmy Chan
- 1942 : A Yank on the Burma Road : Wing
- 1942 : Castle in the Desert : Jimmy Chan
- 1942 : Shanghaï, nid d'espions[1] (Secret Agent of Japan)' : Fu Yen
- 1942 : La Péniche de l'amour (Moontide) : Takeo
- 1942 : The Mad Martindales : Jefferson Gow
- 1942 : Little Tokyo, U.S.A. (en) d'Otto Brower : Okono
- 1942 : Griffes jaunes (Across the Pacific) : Joe Totsuiko
- 1942 : Manila Calling (en) d'Herbert I. Leeds : Armando
- 1943 : Le Défilé de la mort (China), de John Farrow : Lin Wei, le troisième frère
- 1943 : Night Plane from Chungking : Captain Po
- 1945 : Trahison japonaise (Betrayal from the East) de William Berke : Omaya
- 1946 : Shadows Over Chinatown : Jimmy Chan
- 1946 : G.I. War Brides (en)
- 1946 : Dangerous Money : Jimmy Chan
- 1946 : Dangerous Millions : Lin Chow
- 1946 : The Trap : Jimmy Chan
- 1947 : Web of Danger : Sam
- 1947 : The Crimson Key : Wing, houseboy
- 1947 : L'Homme que j'ai choisi (The Flame), de John H. Auer : Chang
- 1947 : Intrigue : Western Union Clerk
- 1947 : The Chinese Ring : Tommy Chan
- 1948 : To the Ends of the Earth : Chinese Pilot
- 1948 : Docks of New Orleans : Tommy Chan
- 1948 : Half Past Midnight : Sam, hotel porter
- 1948 : The Shanghai Chest : Tommy Chan
- 1948 : The Golden Eye : Tommy Chan
- 1948 : Rogues' Regiment : Rickshaw Boy
- 1948 : Charlie Chan à Mexico (en) (The Feathered Serpent) de William Beaudine : Tommy Chan
- 1949 : State Department: File 649 : Johnny Hon, houseboy
- 1949 : Boston Blackie's Chinese Venture : Movie Theatre Ticket Taker
- 1949 : Tuna Clipper : Oriental Dock Worker
- 1949 : The Sickle or the Cross : Major
- 1949 : Feu rouge (Red Light) : Vincent, Houseboy
- 1949 : Oh, You Beautiful Doll : Houseboy
- 1949 : Chinatown at Midnight : Hotel Proprietor
- 1949 : And Baby Makes Three
- 1950 : La Clé sous la porte (Key to the City) : Chinese MC at the Blue Duck
- 1950 : Le Petit Train du Far West (A Ticket to Tomahawk) de Richard Sale : Long Time
- 1950 : Trafic en haute mer (The Breaking Point) : Mr. Sing
- 1950 : Dans l'ombre de San Francisco (Woman on the Run) : Sammy Chung
- 1951 : Grounds for Marriage : Oscar, Chris' Valet
- 1951 : Nuit de noces mouvementée (The Groom Wore Spurs) : Ignacio, Castle's Butler
- 1951 : Pékin Express (Peking Express) : Captain
- 1951 : The Law and the Lady : Chinese manager
- 1951 : Valley of Fire : Laundryman Ching
- 1952 : Hong Kong : Mr. Howe
- 1952 : L'Homme à l'affût (The Sniper) : Waiter
- 1952 : Cripple Creek (en) de Ray Nazarro : Chinese Interpreter
- 1953 : Target Hong Kong : Johnny Wing
- 1953 : La Femme au gardénia (The Blue Gardenia) : Waiter
- 1953 : Forbidden : Allan Chung
- 1954 : Trader Tom of the China Seas (en) de Franklin Adreon : Wang
- 1954 : Jubilee Trail (it) de Joseph Kane : Mickey (Chinese man)
- 1954 : The Shanghai Story : Sun Lee
- 1954 : Port of Hell : Detonation Ship Radioman
- 1955 : Le Rendez-vous de Hong-Kong (Soldier of Fortune) : Goldie, Hotel Waiter
- 1955 : L'Enfer de Diên Biên Phu : Spy
- 1955 : The Left Hand of God : John Wong (church sexton)
- 1955 : L'Allée sanglante (Blood Alley) : Cpl. Wang
- 1955 : Les Années sauvages (The Rawhide Years) : Chang
- 1956 : Accused of Murder (en) de Joseph Kane : Houseboy
- 1957 : Cote 465 (Men in War) : Tireur d'élite coréen
- 1957 : Bachelor Father (série TV) : Charlie Fong
- 1958 : Femmes Demon (She Demons) : Sammy Ching
- 1958 : Jet Attack : Capt. Chon
- 1958 : Flammes sur l'Asie (The Hunters) : Korean farmer
- 1958 : The Saga of Hemp Brown : Chang
- 1961 : Flower Drum Song : Frankie Wing
- 1962 : Les Confessions d'un mangeur d'opium (Confessions of an Opium Eater) : Wing Young
- 1968 : La Puce à l'oreille (A Flea in Her Ear) : Oke Saki
- 1968 : Les Mystères de l'Ouest (The Wild Wild West), (série TV) - Saison 4 épisode 10, La Nuit de l'Œil Mémoire (The Night of the Camera), de Marvin J. Chomsky : Baron Kyosai
- 1970 : Le Maître des îles (The Hawaiians) : Chun Fat
- 1972 : Kung Fu (TV) : Chuen
- 1973 : The Red Pony (TV) : Mr. Sing / Mr. Green
- 1975 : Tueur d'élite (The Killer Elite) : Wei Chi
- 1980 : The Man with Bogart's Face : Mr. Wing